# Yaqui (popolo)
Gli Yaqui sono una popolazione di nativi americani stanziata in una regione che comprende il bacino dell'omonimo fiume e si estende tra gli Stati di Sonora, nel Messico settentrionale, e Arizona, nel sud degli Stati Uniti.
La denominazione con cui gli appartenenti all'etnia si identificano è "Yoeme" (persona, plurale "yoemem" o "yo'emem"). Il territorio che dà loro il nome è da essi chiamato "Hiakim".
Tradizionalmente sono dediti all'agricoltura.
Gli Yaqui hanno tentato più volte di acquisire l'indipendenza dal Messico.
Intorno al 1820, guidati da Juan Banderas (poi assassinato nel 1833) hanno tentato senza successo di riunire le tribù Mayo, Opata e Pima per costituire una entità autonoma; a tale tentativo di sollevazione seguì una dura repressione delle autorità messicane. Un altro tentativo venne compiuto da José Maria Leyva (detto Cajemé) intorno al 1866. Dopo la sconfitta, Cajemé venne catturato e assassinato (1867) aprendo la strada a una seconda repressione che portò alla deportazione massiccia di Yaqui verso la penisola dello Yucatán.